# Theodor Vogler
Theodor Vogler (* 24. November 1828 in Thedinghausen; † 16. Dezember 1899 in Braunschweig) war ein deutscher Jurist und Parlamentarier.

## Leben
Theodor Vogler besuchte das Gymnasium in Braunschweig. Anschließend studierte er von 1848 bis 1851 Rechtswissenschaften an der Georg-August-Universität Göttingen. 1849 wurde er Mitglied des Corps Brunsviga Göttingen. Nach dem Studium absolvierte er das Referendariat bei der Staatsanwaltschaft in Holzminden und der Kreisdirektion in Braunschweig. Nach dem zweiten Staatsexamen wurde er 1857 Amtsgerichtssekretär bei der Kreisdirektion in Helmstedt und 1861 Assessor bei der Kreisdirektion Braunschweig. Ab 1883 war er Kreisdirektor des Landkreises Wolfenbüttel.
Von 1882 bis 1897 war Vogler Abgeordneter zur Braunschweigischen Landesversammlung.